# The Tarantula Waltz
The Tarantula Waltz, eller helt kort TTW, är den svenska låtskrivaren och artisten Markus Svenssons musikalias. 
Sedan starten 2003 har ett 15-tal olika musiker ingått i hans band. Svensson uppträder även solo under samma artistnamn. Gruppen är kontrakterad till det svenska skivbolaget Razzia records och har släppt fem album och en EP. De har turnerat tillsammans med bl.a.The War on Drugs, The Tallest Man On Earth och Iron & Wine. Tre gånger 2011, 2015 samt 2018 har The Tarantula Waltz varit nominerad till årets singersongwriter på Manifestgalan. 
TTW:s femte skiva Kallocain fick högst kritikersnitt av alla svenska skivor som släpptes 2019 enligt kritiker.se 

## Biografi
Den 23 oktober 2013 släppte TTW singeln "Full Moon Twenty-Four-Seven" med syfte att hedra den då nyligen avlidne musikern Jason Molina känd som Songs: Ohia och Magnolia Electric Co.
Som b-sida återfanns en cover av Magnolia Electric Company's "Talk to me devil, again" inspelad live på Södra teatern den 28 januari samma år under en välgörenhetskonsert för Molina.
TTW:s tredje skiva "Tinder Stick Neck" utsågs av den amerikanska tidningen Paste Magazine till "The best of what's next". Den 21 april 2014 släpptes "Tinder Stick Neck" som hyllades i svensk press. Skivan fick bland annat 8 av 10 i Sonic, 5 av 6 i Gaffa, och 5 av 6 i Nöjesguiden och ledde till att TTW blev inbjudna att öppna för amerikanska The War on Drugs i Tyskland. Den 1 augusti 2014 spelade TTW på Stockholm Music & Arts stora scen.
Den 20 maj 2015 släpptes EP:n Lynx på nystartade skivbolaget Woah Dad!, EP:n är producerad av Kristian Matsson, mer känd som The Tallest Man on Earth. Det blev också känt att The Tarantula Waltz skulle agera förband på The Tallest Man on Earths europaturné följande sommar.
Den 3 februari 2017 släpptes The Tarantula Waltz fjärde album Blue as in Bliss på skivbolaget Woah dad! Skivan hyllades unisont och belönades med näst högsta betyg i bland annat DN, Aftonbladet, DI, Nöjesguiden, Gaffa och GP.
I april 2018 kontrakterades TTW till Razzia records och det blev officiellt att ett femte album skulle släppas.
Kallocain rönte stora framgångar och fick högst kritikersnitt av alla svenska skivor som släpptes 2019 enligt kritiker.se 
I september 2024 släppte The Tarantula Waltz sitt första album på svenska, Till hälften människa..., som gästas av bland andra Markus Krunegård och Amanda Bergman. Albumet prägdlades till stor del av politiska frågor och kritik mot Moderaterna, Sverigedemokraterna samt Tidöavtalet. I samband med albumet blev en intervju i SVT Morgonstudion uppmärksammad och omdebatterad, där kritiker menade att Markus Svensson blev tystad av programledarna när han försökte rikta kritik mot Ulf Kristersson.

## Influenser
Jason Molina, Bob Dylan, Karen Dalton och Bill Callahan är några av gruppens influenser.

## Diskografi
Album
- 2007-09-19: The Tarantula Waltz (National)
- 2010-02-11: Did Not Leave to Find But to Forget, to Leave Behind (Brus & knaster)
- 2014-04-23: Tinder Stick Neck (Brus & knaster)
- 2017-02-03: Blue as in Bliss (Woah dad!)
- 2019-11-08: Kallocain (Razzia records) (Sony music)
- 2024-09-27: Till hälften människa... (Pygmalion Musik)

EP
- 2015-05-20 Lynx (Woah dad!)

Samlingsskivor
- 2006: Cowboys in Scandinavia (Fargo Records)

Singlar
- 2013-10-23 Full Moon Twenty-Four-Seven (Brus & knaster)